# Martti Pokela

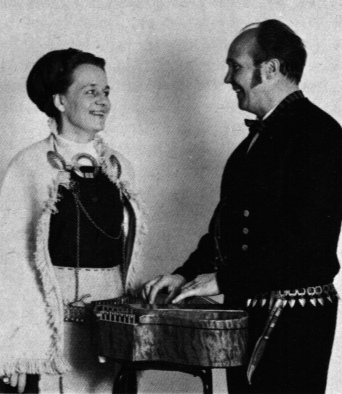
Marjatta och Martti Pokela

Martti Eliel Pokela, född 23 januari 1924 i Haapavesi, död 23 augusti 2007 i Helsingfors, var en finländsk kantelespelare. 
Pokela framträdde i en rad konstellationer och från 1949 tillsammans med sin hustru, vissångerskan och -kompositören Marjatta Pokela (1928–2002). Han anställdes 1976 som lärare i kantelespel och folkmusik vid Sibelius-Akademins skolmusikavdelning och var 1980–87 lektor vid folkmusikavdelningen. Han tilldelades professors titel 1980.
Pokela är begravd på Sandudds begravningsplats i Helsingfors.